# Rochecorbon
Rochecorbon és un municipi francès, situat al departament de l'Indre i Loira i a la regió de Centre – Vall del Loira. L'any 2007 tenia 3.244 habitants.

## Demografia

### Població
El 2007 la població de fet de Rochecorbon era de 3.244 persones. Hi havia 1.267 famílies, de les quals 325 eren unipersonals (143 homes vivint sols i 182 dones vivint soles), 435 parelles sense fills, 420 parelles amb fills i 87 famílies monoparentals amb fills.
La població ha evolucionat segons el següent gràfic:
Habitants censats

### Habitatges
El 2007 hi havia 1.412 habitatges, 1.288 eren l'habitatge principal de la família, 63 eren segones residències i 61 estaven desocupats. 1.195 eren cases i 213 eren apartaments. Dels 1.288 habitatges principals, 959 estaven ocupats pels seus propietaris, 304 estaven llogats i ocupats pels llogaters i 25 estaven cedits a títol gratuït; 40 tenien una cambra, 87 en tenien dues, 201 en tenien tres, 305 en tenien quatre i 655 en tenien cinc o més. 936 habitatges disposaven pel capbaix d'una plaça de pàrquing. A 525 habitatges hi havia un automòbil i a 668 n'hi havia dos o més.

### Piràmide de població
La piràmide de població per edats i sexe el 2009 era:
| Homes | Edats   | Dones |
| ----- | ------- | ----- |
| 0     | 95 o +  | 4     |
| 8     | 90 a 94 | 20    |
| 20    | 85 a 89 | 32    |
| 24    | 80 a 84 | 24    |
| 40    | 75 a 79 | 92    |
| 60    | 70 a 74 | 72    |
| 108   | 65 a 69 | 88    |
| 44    | 60 a 64 | 92    |
| 68    | 55 a 59 | 76    |
| 140   | 50 a 54 | 132   |
| 100   | 45 a 49 | 96    |
| 108   | 40 a 44 | 124   |
| 116   | 35 a 39 | 140   |
| 100   | 30 a 34 | 68    |
| 52    | 25 a 29 | 44    |
| 104   | 20 a 24 | 56    |
| 96    | 15 a 19 | 84    |
| 96    | 10 a 14 | 52    |
| 132   | 5 a 9   | 100   |
| 100   | 0 a 4   | 80    |

## Economia
El 2007 la població en edat de treballar era de 2.009 persones, 1.459 eren actives i 550 eren inactives. De les 1.459 persones actives 1.374 estaven ocupades (723 homes i 651 dones) i 85 estaven aturades (37 homes i 48 dones). De les 550 persones inactives 228 estaven jubilades, 189 estaven estudiant i 133 estaven classificades com a «altres inactius».

### Ingressos
El 2009 a Rochecorbon hi havia 1.299 unitats fiscals que integraven 3.214,5 persones, la mediana anual d'ingressos fiscals per persona era de 22.110 €.

### Activitats econòmiques
Dels 198 establiments que hi havia el 2007, 2 eren d'empreses extractives, 7 d'empreses alimentàries, 2 d'empreses de fabricació de material elèctric, 16 d'empreses de fabricació d'altres productes industrials, 29 d'empreses de construcció, 34 d'empreses de comerç i reparació d'automòbils, 10 d'empreses de transport, 11 d'empreses d'hostatgeria i restauració, 7 d'empreses d'informació i comunicació, 7 d'empreses financeres, 11 d'empreses immobiliàries, 29 d'empreses de serveis, 19 d'entitats de l'administració pública i 14 d'empreses classificades com a «altres activitats de serveis».
Dels 43 establiments de servei als particulars que hi havia el 2009, 1 era una oficina de correu, 1 una oficina bancària, 7 tallers de reparació d'automòbils i de material agrícola, 4 paletes, 2 guixaires pintors, 4 fusteries, 5 lampisteries, 4 electricistes, 1 empresa de construcció, 2 perruqueries, 5 restaurants, 4 agències immobiliàries i 3 salons de bellesa.
Dels 7 establiments comercials que hi havia el 2009, 1 era una botiga de més de 120 m², 2 fleques, 1 una fleca, 1 una peixateria i 2 floristeries.
L'any 2000 a Rochecorbon hi havia 26 explotacions agrícoles que ocupaven un total de 560 hectàrees.

## Equipaments sanitaris i escolars
L'únic equipament sanitari que hi havia el 2009 era una farmàcia.
El 2009 hi havia 1 escola maternal i 1 escola elemental.

## Poblacions més properes
El següent diagrama mostra les poblacions més properes.